# Невіль-Де
Неві́ль-Де (фр. Neuville-Day) — муніципалітет у Франції, у регіоні Гранд-Ест, департамент Арденни. Населення — 171 особа (01.01.2021).
Муніципалітет розташований на відстані близько 185 км на північний схід від Парижа, 65 км на північ від Шалон-ан-Шампань, 31 км на південь від Шарлевіль-Мезьєра.

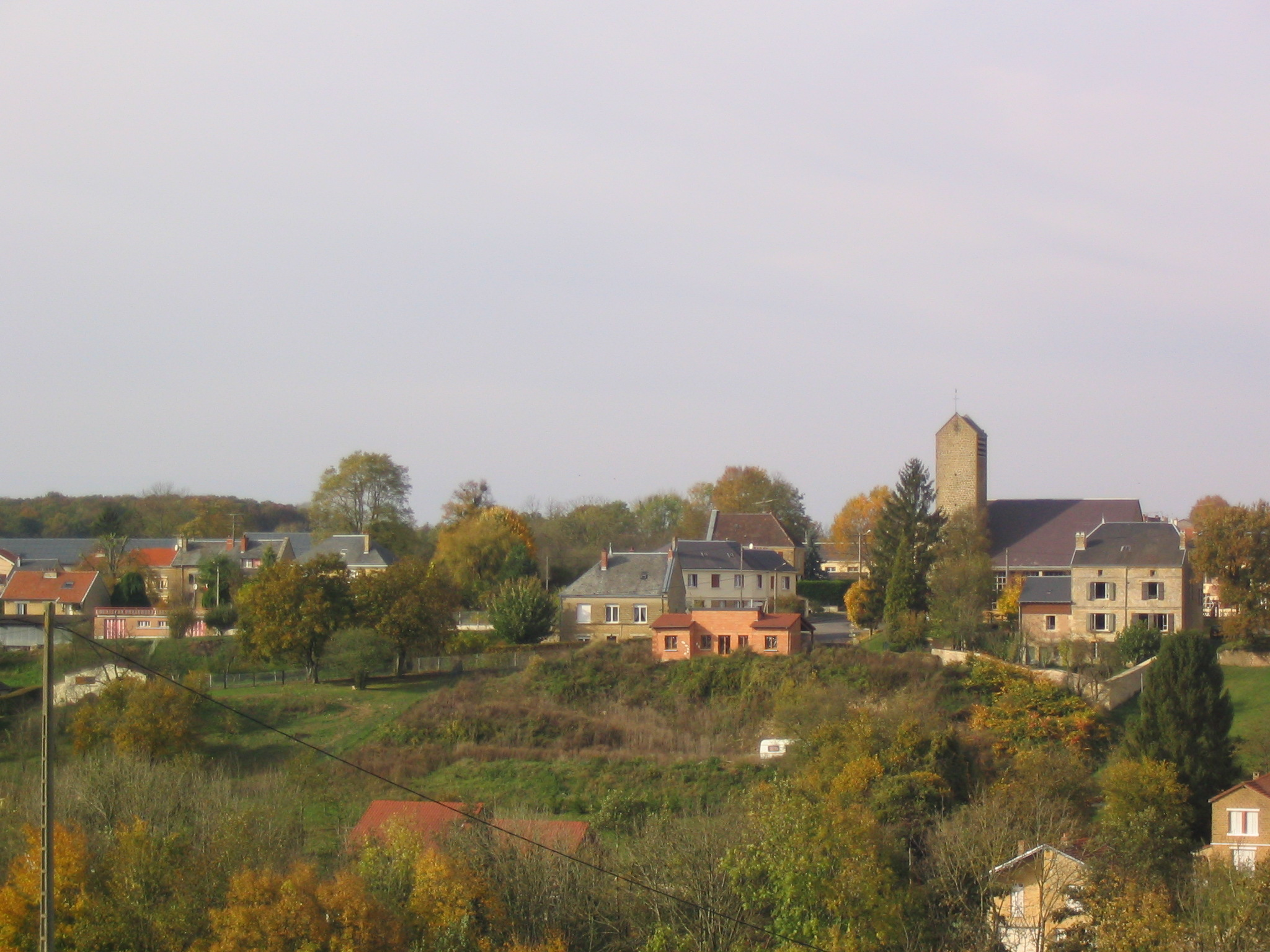

## Історія
Назва села, з'явилась на початку XIV століття і, схоже, належить лордам Ванди. Стара церква, яка більше не існує, була освячена у 1539 році і знаходиться під захистом Санкт Тібо. Два муніципалітети були возз'єднані після 1790 року і призначений Кантона Tourteron. Два діяльності домінують XIX століття: кар'єр жовтого вапняку, які побудовані з будинків у селі і культури винограду: 100 акрів були працювати в 1870 році. Село (Невіль) була знищена французької артилерії під час наступу на початку листопада 1918 року. Місто згадується в «Офіційному віснику» від 12 березня 1921 року і було нагороджено Військовим Хрестом з долоні 1914/1918. Село було перебудоване на холмі (Невіль) і в долині (оббивка поролону) на початку 20-х років.
Село було покинуте його жителями під час німецького наступу в травні 1940 року. Було спалено приблизно в жовтні 1940 року, німцями при зйомці якогось фільму. Відновлено в 1945 році.

## Демографія
Динаміка населення (INSEE ):
Розподіл населення за віком та статтю (2006):
| Стать | Всього | До 15 років | 15-24 | 25-44 | 45-64 | 65-85 | Понад 85 |
| --- | ------ | ----------- | ----- | ----- | ----- | ----- | -------- |
| Чоловіки | 88     | 28          | 4     | 12    | 40    | 4     | 0        |
| Жінки | 68     | 12          | 4     | 16    | 24    | 8     | 4        |
| \| Статево-вікова піраміда \| Статево-вікова піраміда \| Статево-вікова піраміда \| \| ----------------------- \| ----------------------- \| ----------------------- \| \| Чоловіки \| Вік \| Жінки \| \| 0 \| 85 + \| 4 \| \| 0 \| 80-84 \| 0 \| \| 0 \| 75-79 \| 0 \| \| 0 \| 70-74 \| 4 \| \| 4 \| 65-69 \| 4 \| \| 4 \| 60-64 \| 0 \| \| 4 \| 55-59 \| 4 \| \| 16 \| 50-54 \| 12 \| \| 16 \| 45-49 \| 8 \| \| 0 \| 40-44 \| 0 \| \| 4 \| 35-39 \| 0 \| \| 4 \| 30-34 \| 16 \| \| 4 \| 25-29 \| 0 \| \| 0 \| 20-24 \| 4 \| \| 4 \| 15-20 \| 0 \| \| 16 \| 10-14 \| 0 \| \| 8 \| 5-9 \| 8 \| \| 4 \| 0-4 \| 4 \| |        |             |       |       |       |       |          |
| Статево-вікова піраміда |        |             |       |       |       |       |          |
| Чоловіки | Вік    | Жінки       |       |       |       |       |          |
| 0 | 85 +   | 4           |       |       |       |       |          |
| 0 | 80-84  | 0           |       |       |       |       |          |
| 0 | 75-79  | 0           |       |       |       |       |          |
| 0 | 70-74  | 4           |       |       |       |       |          |
| 4 | 65-69  | 4           |       |       |       |       |          |
| 4 | 60-64  | 0           |       |       |       |       |          |
| 4 | 55-59  | 4           |       |       |       |       |          |
| 16 | 50-54  | 12          |       |       |       |       |          |
| 16 | 45-49  | 8           |       |       |       |       |          |
| 0 | 40-44  | 0           |       |       |       |       |          |
| 4 | 35-39  | 0           |       |       |       |       |          |
| 4 | 30-34  | 16          |       |       |       |       |          |
| 4 | 25-29  | 0           |       |       |       |       |          |
| 0 | 20-24  | 4           |       |       |       |       |          |
| 4 | 15-20  | 0           |       |       |       |       |          |
| 16 | 10-14  | 0           |       |       |       |       |          |
| 8 | 5-9    | 8           |       |       |       |       |          |
| 4 | 0-4    | 4           |       |       |       |       |          |

## Економіка
2010 року серед 109 осіб працездатного віку (15—64 років) 71 була активною, 38 — неактивними (показник активності 65,1%, у 1999 році було 64,3%). З 71 активної мешканців працювали 63 особи (38 чоловіків та 25 жінок), безробітними було 8 (3 чоловіки та 5 жінок). Серед 38 неактивних 9 осіб було учнями чи студентами, 19 — пенсіонерами, 10 були неактивними з інших причин.

У 2010 році у муніципалітеті числилось 77 оподаткованих домогосподарств, у яких проживали 178,0 особи, медіана доходів виносила 13 933,5 євро на одного особоспоживача.